# Bakouma (Centraal-Afrikaanse Republiek)
Bakouma is een plaats in de Centraal-Afrikaanse prefectuur Mbomou.